# William Humphreys Jackson

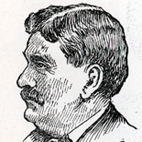
William Humphreys Jackson

William Humphreys Jackson (* 15. Oktober 1839 bei Salisbury, Maryland; † 3. April 1915 ebenda) war ein US-amerikanischer Politiker. Zwischen 1901 und 1909 vertrat er zweimal den Bundesstaat Maryland im US-Repräsentantenhaus.

## Werdegang
William Jackson besuchte die öffentlichen Schulen seiner Heimat und arbeitete danach in der Landwirtschaft. Danach stieg er in das Holzgeschäft ein. Gleichzeitig schlug er als Mitglied der Republikanischen Partei eine politische Laufbahn ein. Bei den Kongresswahlen des Jahres 1900 wurde er im ersten Wahlbezirk von Maryland in das US-Repräsentantenhaus in Washington, D.C. gewählt, wo er am 4. März 1901 die Nachfolge von Josiah Kerr antrat. Nach einer Wiederwahl konnte er zunächst bis zum 3. März 1905 zwei Legislaturperioden im Kongress absolvieren. Im Jahr 1904 unterlag er dem Demokraten Thomas Alexander Smith.
Zwei Jahre später konnte er bei den Wahlen des Jahres 1906 sein altes Mandat im Kongress zurückgewinnen und Smith wieder ablösen. Da er im Jahr 1908 gegen James Harry Covington verlor, konnte er bis zum 3. März 1909 nur eine weitere Legislaturperiode im Kongress verbringen. Nach dem Ende seiner Zeit im US-Repräsentantenhaus arbeitete William Jackson wieder in der Holzbranche. Er starb am 3. April 1915 in seinem Heimatort Salisbury. Sein Sohn William Purnell Jackson (1868–1939) wurde US-Senator für Maryland.